# آنا ماريا فرنانديز (مغنية)
آنا ماريا فرنانديز (بالإسبانية: Ana María Fernández)‏ هي مغنية مكسيكية، ولدت في 1911 في مدينة مكسيكو في المكسيك، وتوفيت في 1993.